# 겐나디 골롭킨
겐나디 겐나디예비치 골롭킨(러시아어: Генна́дий Генна́дьевич Голо́вкин, 1982년 4월 8일 ~ )은 카자흐스탄의 프로 권투 선수로 WBA, IBF, IBO, WBC의 미들급 타이틀 보유자이다. 아마추어 선수 시절에는 카자흐스탄 국가대표 선수로 활약하여 2003년 세계 권투 선수권 대회에서 금메달을 획득하고 2004년 하계 올림픽에서 은메달을 획득하였다.